# 莫克姆足球俱乐部
莫克姆足球俱乐部（英語：Morecambe Football Club）是位於英格蘭西北蘭開夏郡渡假小鎮莫克姆（Morecambe）的足球俱乐部。於2007年透過附加賽在球隊歷史內首次升級到英格蘭足球聯賽，現時在英格蘭足球乙級聯賽中作賽。

## 大事紀年
| 年 份   | 事 項                                                                                |
| ------- | ------------------------------------------------------------------------------------ |
| 1920-21 | 參加蘭開郡混合聯賽（Lancashire Combination）                                         |
| 1924-25 | 蘭開郡混合聯賽冠軍                                                                   |
| 1925-26 | 蘭開郡混合聯賽亞軍                                                                   |
| 1961-62 | 蘭開郡混合聯賽冠軍（第二次）                                                         |
| 1962-63 | 蘭開郡混合聯賽冠軍（第三次）                                                         |
| 1966-67 | 少比賽一場，蘭開郡混合聯賽冠軍（第四次）                                             |
| 1967-68 | 蘭開郡混合聯賽冠軍（第五次）                                                         |
| 1968-69 | 北部超級聯賽（Northern Premier League）創始成員                                      |
| 1973-74 | 溫布萊決賽2-1擊敗達特福德（Dartford），足總錦標冠軍                                  |
| 1994-95 | 北部超級聯賽亞軍                                                                     |
| 1994-95 | 加入議會聯賽（Conference）                                                           |
| 2001-02 | 晉級足總錦標四強                                                                     |
| 2002-03 | 議會聯賽亞軍，附加賽準決賽兩回合累計3-3，十二碼2-3負於                               |
| 2005-06 | 議會聯賽更名議會全國聯賽（Conference National）                                      |
| 2005-06 | 議會全國聯賽排第五位，附加賽準決賽兩回合累計3-4負於                                  |
| 2006-07 | 議會全國聯賽排第三位，附加賽準決賽兩回合累計2-1擊敗約克城，決賽2-1擊敗，升級英乙聯賽 |
| 2009-10 | 英乙聯賽排第四位，附加賽準決賽兩回合累計2-7負於                                      |

## 主場球場

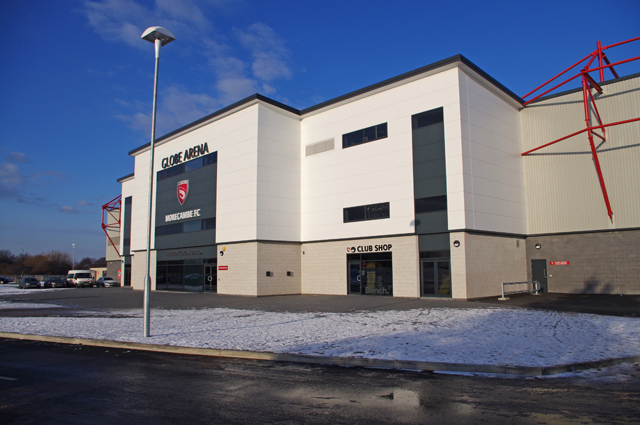
地球體育場

地球體育場（Globe Arena）位於英格蘭兰开夏郡莫克姆（Morecambe）的足球場，取代自1921年已開始使用的基士堤公園球場（Christie Park），成為摩甘比的主場球場，以建造球場的「地球建築公司」（Globe Construction）命名。
2009年5月9日接收地盤進行平整工地，於同年9月初動工興建上蓋，由於工程延誤，揭幕日期推遲一個球季至2010/11年球季才正式啟用，於2010年8月10日英格蘭聯賽盃第一圈對進行首場賽事，摩甘比旗開得勝以2-0淘汰較高級別的對手，新加盟的安德鲁·弗莱明（Andrew "Andy" Fleming）包辦兩個入球。
地球體育場可以容納6,476名觀眾，其中在草坪長邊的主看台有2,173個坐席，對面是可容606名觀眾沒有頂蓋的階梯看台，龍門後方是主場及作客球迷看台，西看台可容2,234名主場球迷，而東看台則可讓1,389名作客球迷進場觀戰。

## 榮譽
- 足總盃

球會舊標誌

  - 最佳成績（第三圈）：1961/62年、2000/01年、2002/03年；
- 聯賽盃
  - 最佳成績（第三圈）：2007年；
- 足總錦標
  - 冠軍：1974年；
- 足球議會全國聯賽
  - 亞軍：2003年；
  - 附加賽冠軍：2007年；
- 足球議會聯賽盃
  - 冠軍：1998年；

## 外部連結
- 莫克姆官方網站 （页面存档备份，存于）（英文）